# Компания Южных морей

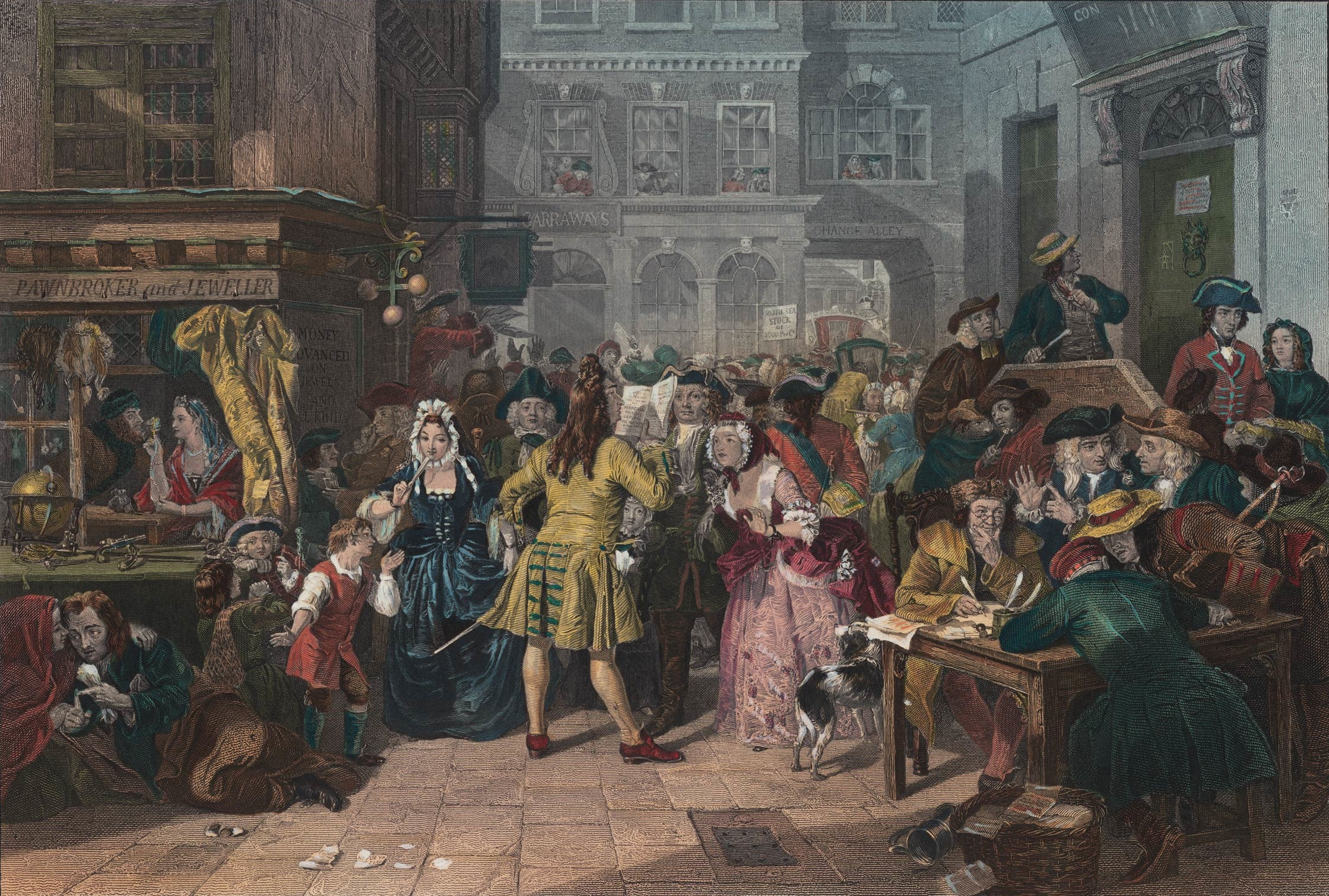
Негодующих вкладчиков компании сатирически запечатлел Эдвард Мэтью Уорд

Компания Южных морей (англ. The South Sea Company) — английская торговая компания, спекуляция акциями которой превратилась в финансовый пузырь. Предприятие было основано в 1711 году британским казначеем Робертом Харли. Акционерам было обещано асьенто — исключительное право на торговлю рабами с испанской частью Южной Америки. В обмен на привилегии компания обещала выкупить государственный долг, существенно увеличившийся в ходе войн герцога Мальборо. При этом эти права основывались на успешном завершении Англией Войны за испанское наследство, которая закончилась только в 1714 году. Фактически представленные права были не такими полными, как это предполагал основатель. Компания не предпринимала коммерческих мероприятий до 1717 года, тем более что уже в 1718 году дипломатические отношения между Великобританией и Испанией серьёзно ухудшились.

## Бум

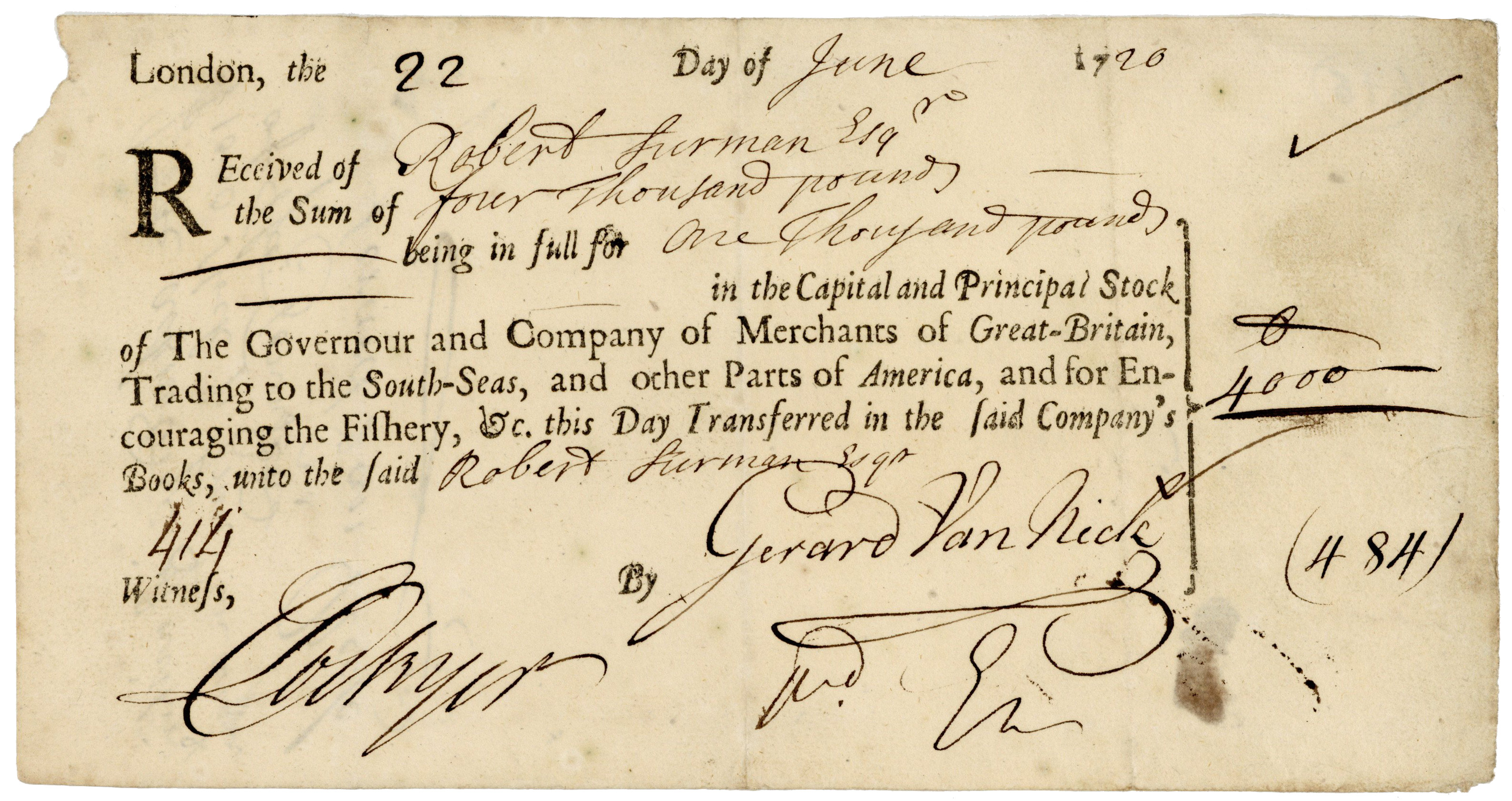
Акция Компании Южных морей в размере 1000 фунтов стерлингов (10 штук по 100 фунтов стерлингов каждая), выпущенная в Лондоне 22 июня 1720 года, оплаченная по рыночной цене в 4000 фунтов стерлингов, составлявшей в то время 400 процентов

В 1720 году курс акций начал быстро расти: с £128 в январе; £175 в феврале; £330 в марте; £550 в мае. Акции приобретали многие титулованные особы. Рекламируя имена этих элитных акционеров, компании удалось привлекать и других покупателей.
В июне 1720 года был принят королевский акт (отмененный в 1825 году), запрещавший публичную продажу акций акционерных компаний с ограниченной ответственностью без королевского устава, что косвенно служило защитой деятельности компании от конкуренции со стороны некоторых других компаний в районах Центральной и Южной Америки. Руководство компании распускало слухи, что Испания предоставила полностью свои порты в её распоряжение (на самом деле допускалось не более трех судов в год). Крах Миссисипской компании во Франции привлек капиталы из-за Канала. В результате цена акции увеличилась до £890. Исступление охватило всю страну — от крестьян до лордов — все приобретали акции, цена которых в начале августа достигла £1000.

## Известные сотрудники
Среди известных сотрудников компании может быть назван известный экономист Адам Андерсон. Одним из директоров компании в 1716 году стал Эдуард Гиббон (1666—1736), дед знаменитого историка Эдуарда Гиббона. После краха компании с него был взыскан огромный штраф в размере 160 000 фунтов.

## Крах
В сентябре 1720-го началось резкое падение курса. К концу сентября цена акций упала до £150, а 24 сентября банк компании объявил себя банкротом. Тысячи инвесторов были разорены, в том числе многие известные деятели науки, культуры и представители аристократии (среди них были Джонатан Свифт и ученый в области физики и математики Исаак Ньютон). В частности, Ньютон потерял на крахе компании более 20 тысяч фунтов, что было колоссальной суммой по тем временам, после чего заявил, что может вычислять движение небесных тел, но не степень безумия толпы.
Предпринятое в 1721 году парламентское расследование выявило случаи мошенничества среди директоров компании. Некоторые из обвиняемых, в том числе казначей компании, бежали за границу. В результате расследования было выявлено, что многие члены парламента брали взятки за голос при принятии королевского акта. По результатам расследования к тюремному заключению были приговорены председатель правления компании Блайт и некоторые сотрудники казначейства.
Компания была реструктурирована и продолжала существование до окончательного закрытия в 1850 году.

## Цитаты, вызванные крахом
Джозеф Спенс писал, что Граф Рэднор сообщил ему:

Когда сэра Исаака Ньютона спросили о продолжении роста акций Южных морей… Он ответил, что «не может рассчитать безумие людей».

Он также цитируется в форме: «Я могу рассчитать движение звезд, но не безумие людей». Сам Ньютон владел почти 22 тысячами фунтами стерлингов в акциях Южных морей в 1722 году, но неизвестно, сколько он потерял, если вообще потерял. Однако есть многочисленные источники, в которых говорится, что он потерял до 20 тысяч фунтов стерлингов (что было эквивалентно 3,54 миллионам фунтов стерлингов в 2022 году).

## В искусстве

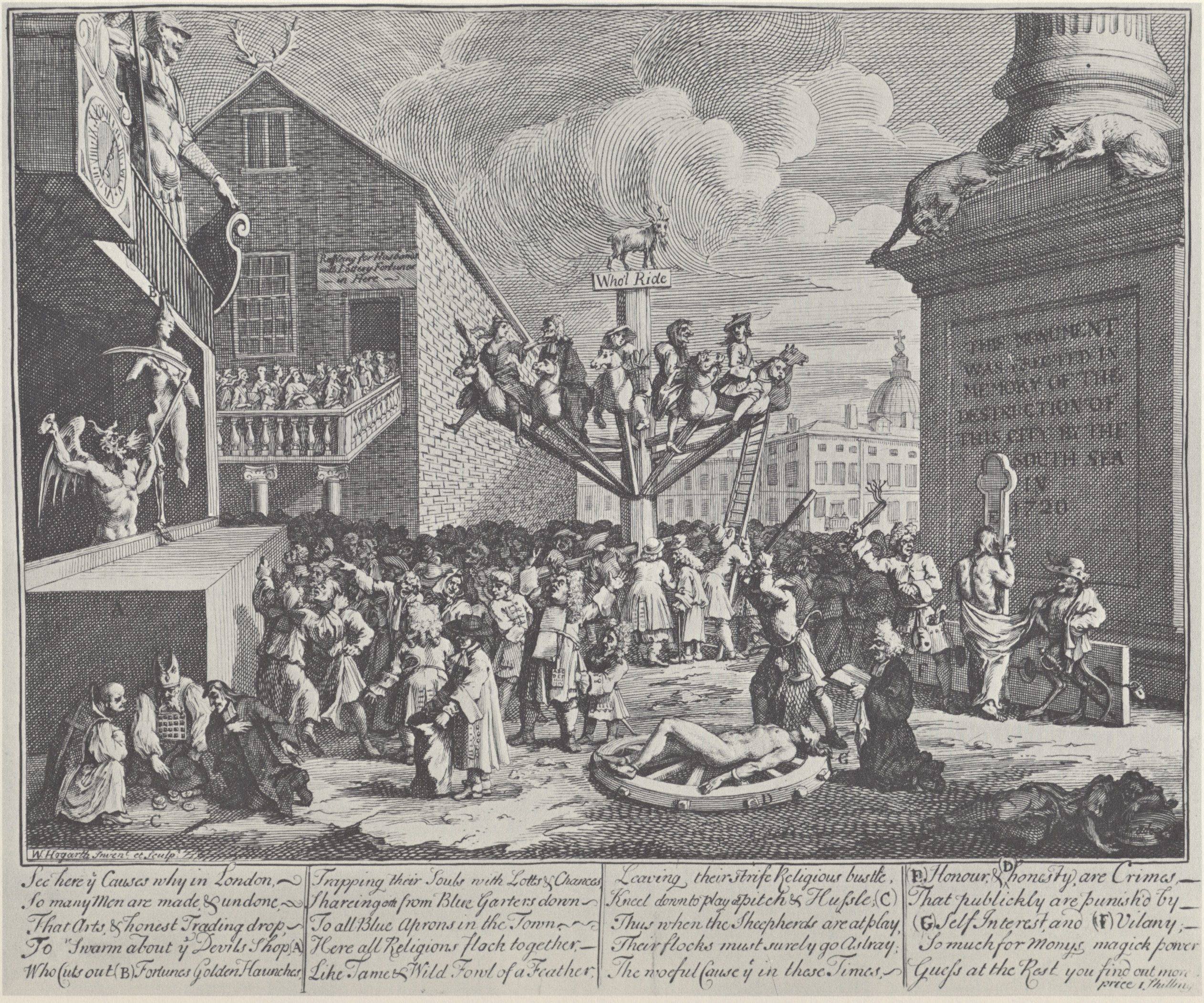
«Замысел Компании Южных морей»

- В художественной литературе история Компании Южных морей изложена в романах Росса Кинга[англ.] «Домино» и Дэвида Лисса[англ.] «Заговор бумаг[англ.]».
- Картина Уильяма Хогарта «Замысел Компании Южных морей». Картина была написана в 1722 году. В своей работе Хогарт высмеял толпу, которая стала жертвой политических спекуляций на краю фондового рынка[8].